# مايك جونز (راكب الكنو)
مايك جونز (بالإنجليزية: Mike Jones)‏ هو راكب الكنو بريطاني، ولد في 1952 في يوركشاير في المملكة المتحدة، وتوفي في 1978.